# Rippey (Iowa)
Rippey es una ciudad ubicada en el condado de Greene en el estado estadounidense de Iowa. En el Censo de 2010 tenía una población de 292 habitantes y una densidad poblacional de 133,9 personas por km².

## Geografía
Rippey se encuentra ubicada en las coordenadas 41°56′3″N 94°12′3″O / 41.93417, -94.20083. Según la Oficina del Censo de los Estados Unidos, Rippey tiene una superficie total de 2.18 km², de la cual 2.18 km² corresponden a tierra firme y (0%) 0 km² es agua.

## Demografía
Según el censo de 2010, había 292 personas residiendo en Rippey. La densidad de población era de 133,9 hab./km². De los 292 habitantes, Rippey estaba compuesto por el 97.95% blancos, el 0% eran afroamericanos, el 0% eran amerindios, el 0% eran asiáticos, el 0% eran isleños del Pacífico, el 2.05% eran de otras razas y el 0% pertenecían a dos o más razas. Del total de la población el 5.82% eran hispanos o latinos de cualquier raza.